# Wade Robson
Wade Jeremy William Robson (ur. 17 września 1982 w Brisbane) – australijski tancerz, choreograf, reżyser filmowy, aktor, producent telewizyjny, autor tekstów piosenek, muzyk i kompozytor.
Zaczął występować jako tancerz w wieku pięciu lat, i wyreżyserował teledyski i światowe trasy dla artystów teen pop, takich jak N Sync czy Britney Spears. Robson był gospodarzem i producentem wykonawczym The Wade Robson Project, który w 2003 został wyemitowany na antenie MTV. W 2007 dołączył jako sędzia gościnny i choreograf do programu rozrywkowego So You Think You Can Dance, emitowanego przez stację FOX.
Robson jako dziecko był zaprzyjaźniony z piosenkarzem Michaelem Jacksonem. Kiedy Jackson został po raz pierwszy oskarżony o wykorzystywanie seksualne dzieci, Robson zeznał w procesie Jacksona, że Jackson nigdy się nad nim nie znęcał. W 2013 zmienił to stanowisko i złożył pozew cywilny o wartości 1,5 miliarda dolarów przeciwko Jacksonowi, mówiąc, że Jackson znęcał się nad nim konsekwentnie od kiedy Robson miał siedem lat i trwało to do czternastego roku życia. Jego zarzuty, a także zarzuty Jamesa Safechucka, były przedmiotem dwuczęściowego telewizyjnego filmu dokumentalnego HBO / Channel 4 Leaving Neverland (2019).

## Życiorys
Urodził się w Brisbane w Australii jako syn Joy Robson, fryzjerki, i Dennisa Robsona. Wade był dzieckiem, kiedy u jego ojca zdiagnozowano chorobę afektywną dwubiegunową, popełnił samobójstwo w 2002. Jako kilkulatek Robson wygrał konkurs na tancerza wcielającego się w rolę Michaela Jacksona. Był w grupie Johnny Young’s Talent School, która zwykle występowała w miejscach takich jak centra handlowe. Kiedy miał dziewięć lat, Robson przeprowadził się do Stanów Zjednoczonych z matką i siostrą Chantal). Robson wygrał konkurs taneczny sponsorowany przez firmę koncertową Michaela Jacksona i wkrótce tańczył w jego trzech teledyskach: „Black or White” (1991), „Jam” (1992) i „Heal the World” (1992).
Występował jako aktor dziecięcy w sitcomie ABC Pełna chata (Full House, 1992), serialu CBS Gdzie diabeł mówi dobranoc (Picket Fences, 1992), komedii familijnej fantasy Paula M. Glasera Kazaam (1996) z Shaquille O’Nealem, serialu Fox 413 Hope St. (1997), serialu USA Network Niebieski Pacyfik (Pacific Blue, 1995) i komedii Rona Howarda Ed TV (1999) z Matthew McConaugheyem.
W wieku 11 lat, Robson miał agenta. Wraz z przyjacielem DeWayne Turrentine założył hip-hopowy duet Quo, a pod koniec roku ukazał się album wytwórni MJJ Music Jacksona Quo (1994), wydany przez Epic/SME Records. W następnym roku prowadził zajęcia taneczne w Hollywood. Później postanowił zostać profesjonalnym tancerzem. Rozpoczął pracę asystenta wykładowcy tańca w North Hollywood’s Millenium Dance Complex w Los Angeles. Jakiś czas później uczył już sam, prowadził zajęcia z tańca hip-hop. Założył zespół tańczących dzieci, które występowały na arenie międzynarodowej. Jako 14-latek otrzymał swoją pierwszą pracę jako choreograf w grupie R&B Immature.
W 1998 podjął współpracę z Britney Spears. Układał choreografie tras koncertowych Britney Oops!... I Did It Again (2000), Dream Within a Dream Tour (2001) i Britney Spears Live from Las Vegas (2002), a także jej teledysków. Równolegle Robson pracował dla *NSYNC i Justina Timberlake’a. Układał choreografię do piosenek z tras No Strings Attached (2000) i POPOdyssey (2001) oraz był autorem tekstów, producentem, aranżerem, wiele instrumentów podczas powstawania hitów „Pop”, „Celebrity”, „Gone” i „See Right Through You” z albumu Celebrity (2001). Wade układał też choreografię dla innych wykonawców pop – Pink, IMX czy A*Teens. Robson jest także współautorem (wraz z Timberlakem) utworu śpiewanego przez Britney Spears „What It’s Like To Be Me” z albumu Britney (2001), „Movin' On” (2005) zespołu Backstreet Boys z albumu Never Gone (2005) to kolejny utwór którego współautorem jest Robson (tym razem wraz z Howie Dorough). Robson pisał także dla zespołów Dream, Youngstown i Mandy Moore.
Występował też jako tancerz w reklamach m.in. Coca-Coli, Pepsi, Nintendo i Toyoty, śpiewał w piosenkach Mandy Moore – „So Real” i „Candy”. Tańczył na galach 65. ceremonii wręczenia Oscarów, 10. gali Nickelodeon Kids’ Choice Awards, Billboard Awards i MTV Europe Music Awards 2003.

## Życie prywatne
13 sierpnia 2005 poślubił Amandę Rodriguez. 10 listopada 2010 urodził mu się syn Koa.